# Alessio Lapo
Alessio Lapo, né à Busto Arsizio en 1974, est un dessinateur de bande dessinée italien.

## Œuvres
- Les Seigneurs de Cornwall, scénario de Sylvain Cordurié, (Soleil, coll. « Soleil Celtic »)

1. Le sang du loonois (2009),  (ISBN 978-2-302-00625-6)
2. La Filleule des Fées (2011)  (ISBN 978-2-302-01128-1)

- Codex Sinaïticus, scénario d'Yvon Bertorello et d'Arnaud Delalande, (Glénat, coll. « La Loge noire »)

1. Le manuscrit de Tischendorf (2008)  (ISBN 978-2-7234-5899-3)
2. La Piste de Constantinople (2010)  (ISBN 978-2-7234-6686-8)
3. YHWH, la révélation finale (2012)  (ISBN 978-2-7234-7402-3)

- Agence Interpol, t. 3 : Rome, Purple Cats (dessin), scénario de Thilde Barboni[1], Dupuis, coll. « Grand Public », 2013  (ISBN 978-2-8001-5251-6)

- Cagliostro (dessin), scénario d'Hubert Prolongeau et Arnaud Delalande, couleurs d'Ikes, Delcourt, coll. « Histoire & Histoires »

1. Pacte avec le Diable, 2013  (ISBN 978-2-7560-3289-4)
2. La Cérémonie de l'ombre, 2016  (ISBN 978-2-7560-4988-5)

- Antoine Sèvres, scénario de Laurent Rullier, (Les Humanoïdes Associés, coll. « Dédales »).

1. Abyssus abyssum invocat (2005) (ISBN 2-7316-1697-0)
2. Aux portes de l'enfer (2006) (ISBN 2-7316-1798-5)
3. Antoine Sèvres, Frère enquêteur (2007)  (ISBN 979-1-09-405907-4) intégrale de la série + 1 inédit Les Deux frères et le vigneron, Editions du Varou

- Les Explorateurs de la Bible, one-shot (avec Yvon Bertorello, Arnaud Delalande, Simona Mogavino) [2],[3], Glénat, 2015